# Elatostema setulosum
Elatostema setulosum es una especie de planta del género Elatostema, perteneciente a la familia Urticaceae.

## Taxonomía
Elatostema setulosum fue descrita por Wen Tsai Wang en 1982.

## Distribución
Se encuentra en el territorio centro-sur y sudeste de China.